# Abergavenny Thursdays FC
Abergavenny Thursdays Football Club byl velšský fotbalový klub sídlící ve městě Abergavenny. Klub byl založen v roce 1927. V roce 1992 se stal zakládajícím členem nejvyšší velšské soutěže Welsh Premier League. Klub zanikl v roce 2013 díky masivnímu odchodu hráčů z klubu a nesložení soupisky pro další sezónu.

## Úspěchy
- Welsh Football League Division 1 - 1958/59, 1959/60, 1990/91, 1991/92
- Welsh Football League Cup - 1962/63